# تمساح النيل
تمساح النيل أو التمساح النيلي (الاسم العلمي: Crocodylus niloticus) هو تمساح أفريقي و يعتبر ثاني الزواحف المتبقية في العالم كبراً، بعد تمساح المياه المالحة. و ينتشر تمساح النيل في نطاق واسع من أنحاء أفريقيا جنوب الصحراء الكبرى، حيث يتواجد في الأجزاء الوسطى والشرقية والجنوبية من القارة في الأغلب، ويعيش في أنواع مختلفة من البيئات المائية العذبة مثل البحيرات والأنهار والأهوار. وعلى الرغم من قدرته على أن يعيش في المياه المالحة، إلا أن هذا النوع نادراً ما يتوجد فيها، ولكنه أحياناً يسكن في البحيرات الآسنة والدلتات الرسوبية وأحياناً في البحر قرب الشواطئ. في ما مضى كان نطاق انتشار هذا النوع من التماسيح يمتد شمالاً بطول نهر النيل، ليصل إلى دلتا النيل. وقد كانت المجموعات المتوطنة من ذلك النوع في عصور ما قبل التاريخ تمتد بعيداً لتصل إلى فلسطين. متوسط طول تمساح النيل يقع بين 4.1 متر (13 قدم) إلى 5 أمتار (16 قدم)، ويزن حوالي 410 كجم (900 رطل). ومع ذلك، فإن العثور على عيّنات أضخم يصل طولها إلى 6.1 متر (20 قدم) وتزن حوالي 900 كجم (2,000 رطل) ليس نادراً. ويغطي جسم التمساح جلد حرشفي سميك مدرع بكثافة.
تمساح النيل هو حيوان ضارى من مفترسي القمة متحين للفرص وهو نوع عدواني جداً من التماسيح يملك القدرة على قنص أي حيوان تقريباً في مجاله. وهو حيوان مشاعي، يتغذى على مجموعة متنوعة من الفرائس. يتكون نظامه الغذائي في الأغلب من أنواع مختلفة من الأسماك والزواحف والطيور والثدييات. وهو أيضاً من (مفترسي التربص) ويمكنه أن ينتظر بالساعات، والأيام وحتى الأسابيع ليتحيّن اللحظة المناسبة للهجوم على الفريسة وجرّها إلى الماء. كما أنه حيوان مفترس أَلْمَعِي (قادر على التفكير بسرعة وبذكاء) وينتظر الفرصة لتقترب الفريسة حتى تدخل في مداه الهجومي. حتى الفرائس خاطفة الحركة لا تكون آمنه من هذا الهجوم. وهو كباقي التماسيح الأخرى، لديه أفكاك لها عضة قوية للغاية فريدة من نوعها بين جميع الحيوانات وأسنان مخروطية حادة تغوص في اللحم مما يجعل قبضته على الفريسة من المستحيل تقريباً أن ترتخي. ويستطيع أن يطبق على الفريسة بتلك المستويات العالية من القوة لفترات طويلة من الزمن، وهي ميزة كبيرة تمكنه من الاستمرار في الإمساك بفريسة كبيرة تحت الماء حتى تغرق.
تماسيح النيل هي تماسيح اجتماعية جداً فيما بينها. فهي تتشارك في أماكن التشمس (الاستدفاء) وفي مصادر الغذاء الكبيرة مثل قطعان الأسماك وجثث الحيوانات الكبيرة. وهناك تسلسل هرمي صارم في عملية التشارك الغذائي، يتم تحديده حسب الحجم. فالذكور الكبيرة، والأكبر سناً تكون في الجزء العلوي من هذا التسلسل الهرمي ويكون لها الأولوية في الحصول على الغذاء وأفضل الأماكن للتشمس. وتعرف التماسيح مكانها في هذا الترتيب الهرمي، ونادراً ما تتمرد عليه، ولكن عندما تفعل ذلك، فإن النتائج تكون دموية جداً وأحياناً حتى مميتة. وكباقي التماسيح الأخرى، تضع تماسيح النيل البيض للتكاثر، وتقوم الإناث بحراسته. وتقوم أيضاً الإناث بحماية الفقس لفترة من الوقت، ولكنه يصطاد غذاؤه بنفسه، ولا يغذيه الوالدين.
تمساح النيل هو واحد من أنواع التماسيح الأكثر خطورة وهو مسؤول عن مئات الوفيات من البشر كل عام. وهو نوع شائع من التمساح وغير معرض لخطر الانفراض.

## مقالة قديمة
تمساح النيل طوله يصل حتى 5 متر يعيش في إفريقيا في المياه العذبة وأحيانا في البحر قرب الشواطئ يصطاد طيورا وحيوانات غبرها ويجرها إلى الماء ويبتلع حجارة ليثقل نفسه وهو كباقي التماسيح زاحف كبير قازب مغطى بحراشف صلبة وذنب قوي العضلات وأفكاك قوية ويوجد تمساح النيل في السودان ومصر وتنزانيا وأوغندا وزيمبابوي والسنغال وزامبيا وجنوب أفريقيا وبتسوانا والصومال وإثيوبيا وجيبوتي وتشاد والنيجر وسيراليون.
- وفي شرق أفريقيا تعيش هذه التماسيح في الأنهار والبحيرات و المستنقعات و السدود وتعودت أن تعيش في الكهوف في مدغشقر وقد وجد أحدها على بعد 10 كيلومتر من خليج لوسيا عام 1917.

## معرض صور

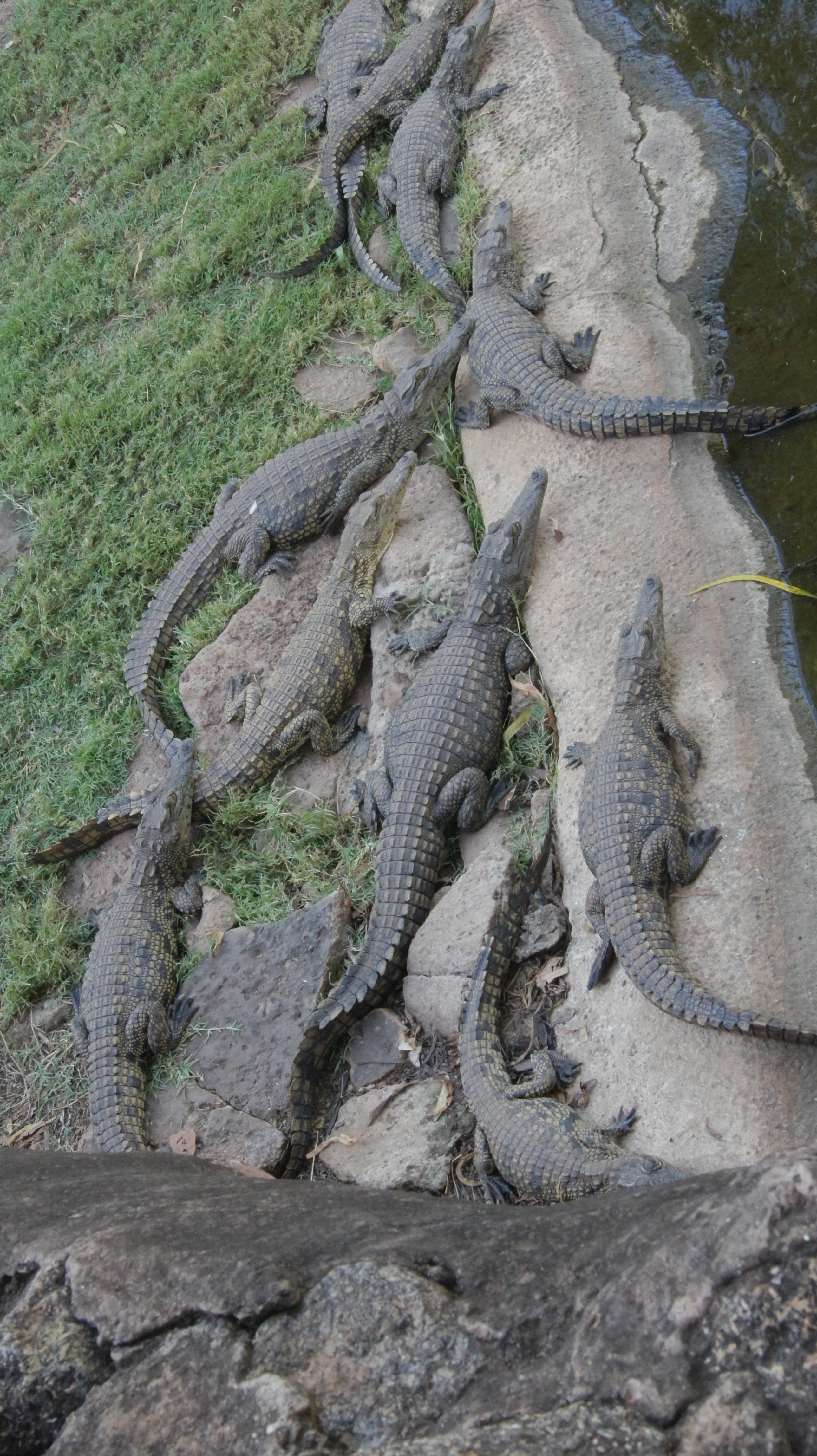
مجموعة من صغار التماسيح مجتمعون حول بركة ماء في محمية Sun City شمال غرب جنوب أفريقيا

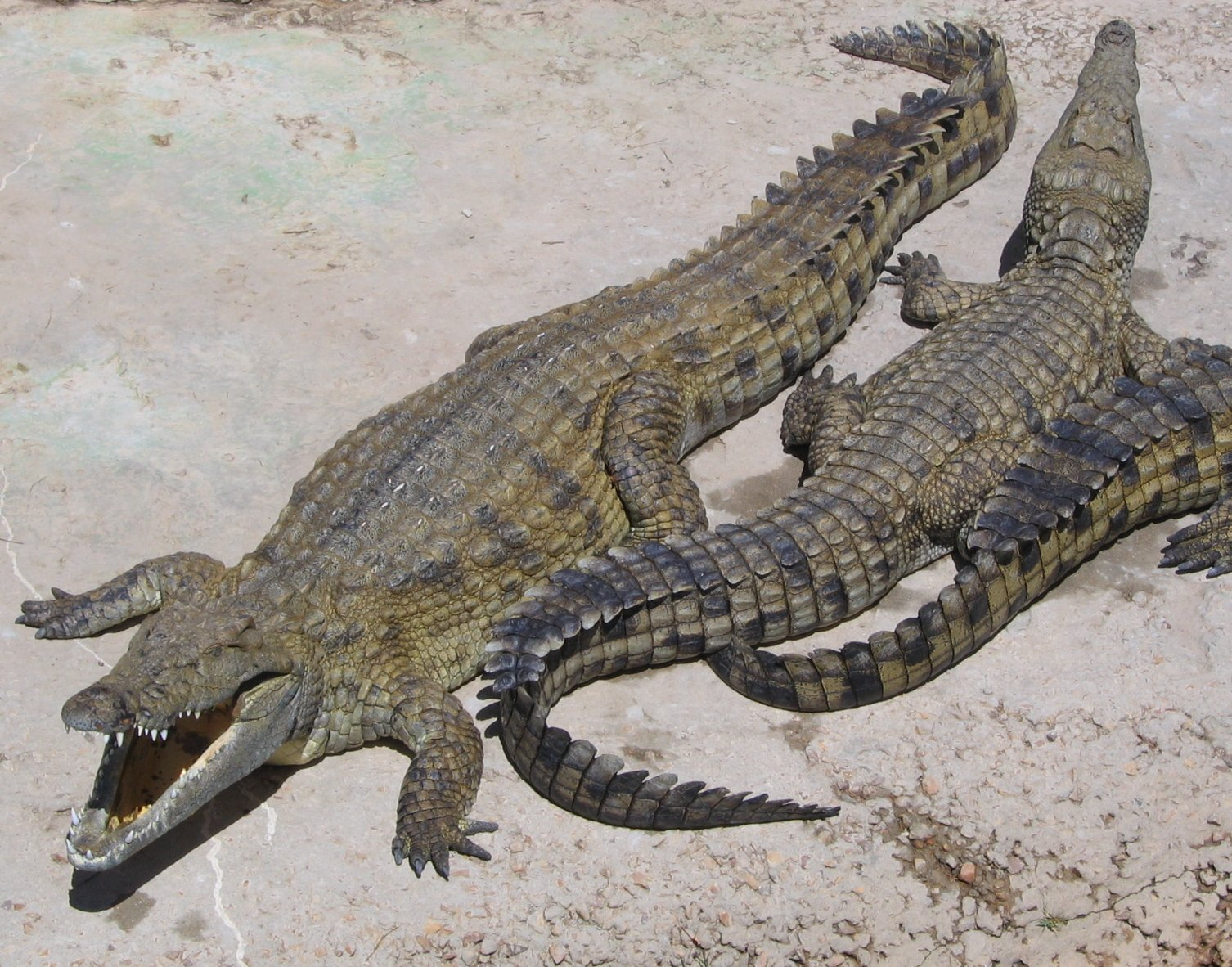
تمساح النيل
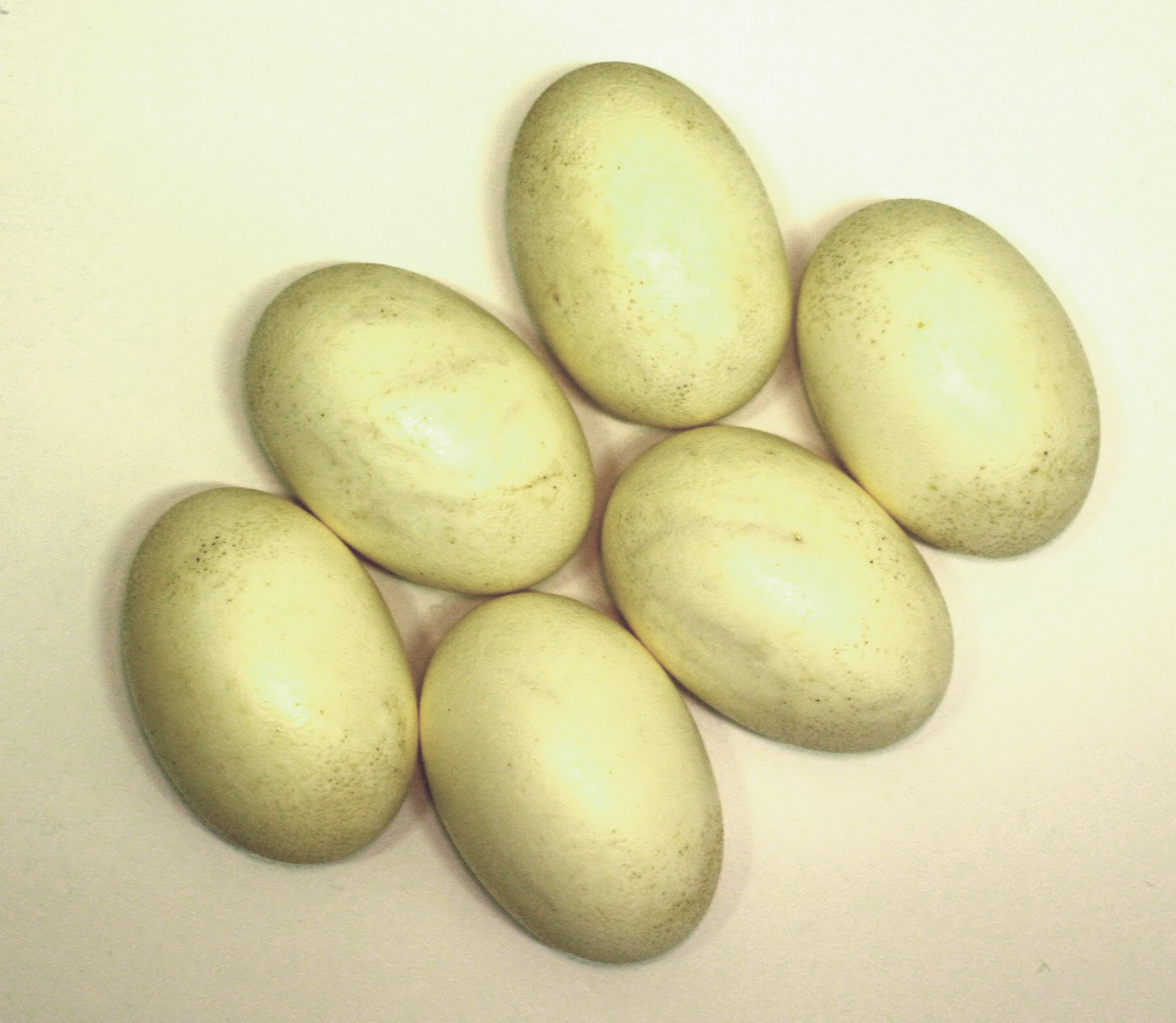
بيوض التمساح.
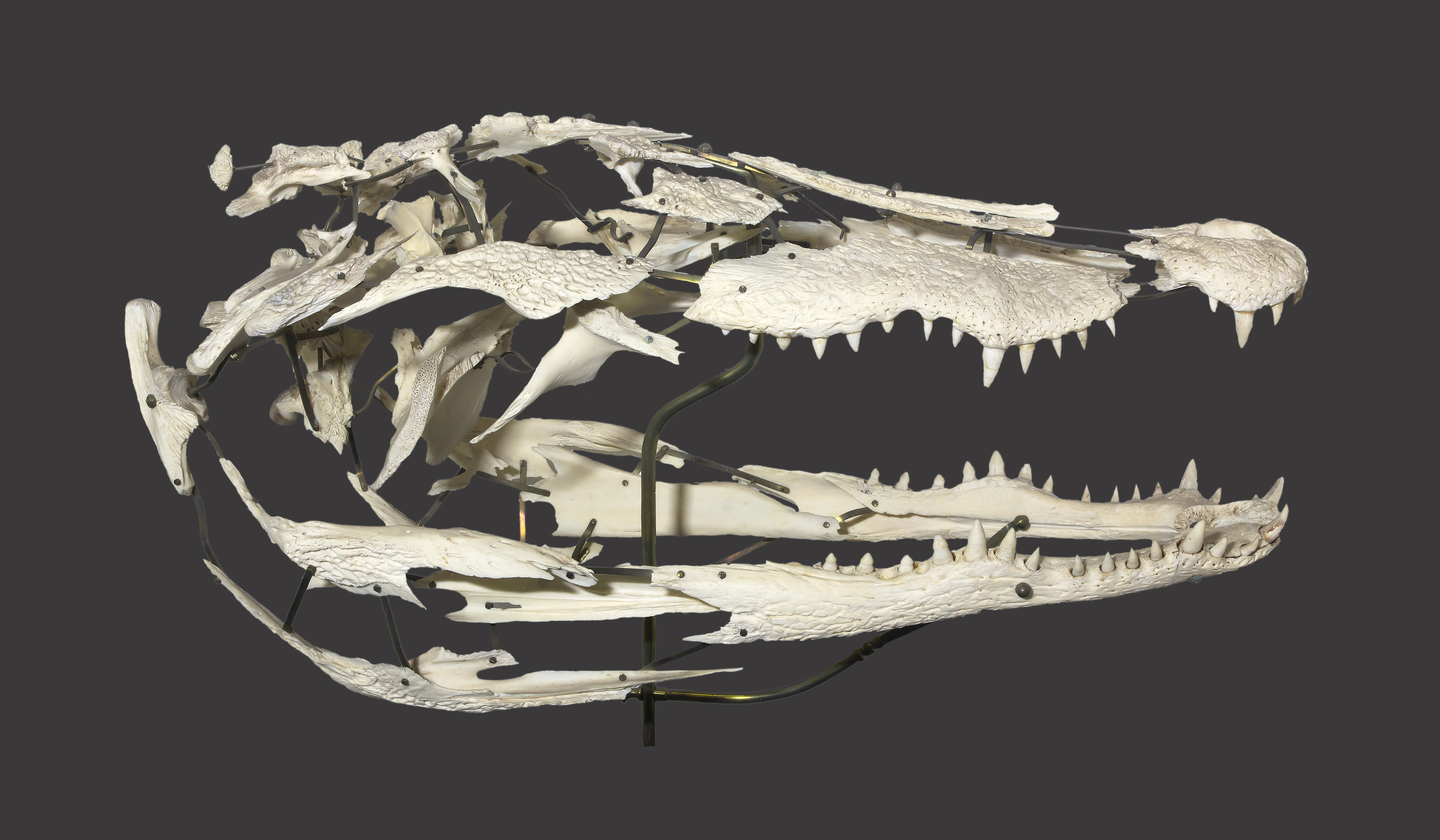
جمجمة